# Давид Бисконти
Давид Бисконти (22. септембар 1968) бивши је аргентински фудбалер.

## Репрезентација
За репрезентацију Аргентине дебитовао је 1991. године. За национални тим одиграо је 5 утакмица и постигао 1 гол.

## Статистика
| Аргентина | Аргентина | Аргентина |
| Год.      | Ута.      | Гол.      |
| --------- | --------- | --------- |
| 1991      | 5         | 1         |
| Укупно    | 5         | 1         |